# 采茶录
《采茶录》(唐)温庭筠著于唐咸通元年（860年）。原三卷，现在只剩残篇。

## 内容提要
- 陆羽品水的故事.
- 老汤三沸法
- 唐代甫里诗人陆龟蒙著茶品一篇.
- 唐代诗人白乐天的六班茶.
- 刘琨饮真茶.